# عبدالله الاصبح
عبدالله الاصبح (عربی: عبدالله الأصبح؛ زاده: مارس ۱۹۱۰ - درگذشته: آوریل ۱۹۸۳) رهبر انقلابی فلسطینی بود که در انقلاب بزرگ فلسطین ۱۹۳۶–۱۹۳۹ شرکت کرد. وی در روستای «الجاعونه» در نزدیکی «صفد» متولد شد. توسط نیروهای انگلیسی در نزدیکی مرز با لبنان کشته شد.

## فرمانده انقلاب ۱۹۳۶–۱۹۳۹
او شاگرد العزالدین القسام و اصلاح‌طلب مسلمان و فعال ضد استعماری بود. در طی انقلاب ۱۹۳۶–۱۹۳۹، یک گروه انقلابی متشکل از ۱۵ مرد را در فلسطین رهبری کرد؛ آن‌ها اغلب ایستگاه‌های بازرسی برای اهداف نظامی بریتانیا و یهودی قبل از تاریکی برپا می‌کردند.
گروه انقلابی وی در اواسط سال ۱۹۳۷ در یک کمربندی انگلیسی در نزدیکی روستای «عربه» در «گالیل» مورد هدف واقع شدند؛ الاصبح در تسخیر انقلاب در اواخر سال ۱۹۳۷ نقش مهمی ایفا کرد در آن زمان، کشاورزان «صفد» برای مبارزه با بریتانیا بسیج شدند. الاصبح همچنین در جنگ‌های متعدد در کنار فرمانده سوری سعید العاص مبارزه می‌کرد.
در پی یکی از جنگ‌های «النبی یوشع»، ارتش بریتانیا پاداش ۱٬۰۰۰ پوند فلسطینی را برای هر کسی که مکان او را نشان بدهد؛ چه زنده یا مرده باشد تعیین کرد. او پس از مرگ؛ به خاطر شهرتی که داشت، بر خلاف بسیاری از رهبران شورشی دیگر، و همچنین خودداری از تسلیم شدن به مقامات بریتانیایی، برای وی آهنگ‌های محلی تهیه کرده بودند و در جشن‌ها و در عروسی‌ها اجرا می‌شد.

## فهرست جنگ‌ها
- جنگ «وادی اللیمون»
- جنگ «الصفیه»
- جنگ «وادی الطواحین»
- جنگ «النبی یوشع»
- جنگ «جبل الجرمق»
- جنگ «النویریه»